# سول سانشيز
سول سانشيز هو سياسية إسبانية. كانت عضوًا في برلمان إسبانيا مرتين، ومثلت دائرة مدريد عن حزب اليسار المتحد و بوديموس في عامي 2016 و2019.

## الحياة والوظيفة
ولدت سانشيز في 1 أبريل 1970. وهي حاصلة على درجات علمية في العلوم السياسية وعلم الاجتماع والأنثروبولوجيا. عملت كمستشار مصرفي ومالي. انتخبت عضوًا فدراليًا في البرلمان عن دائرة مدريد عام 2016 على قائمة حزب الوحدة الشعبية. في عام 2017 تم اختيارها لتكون المتحدث الرسمي المشارك لليسار المتحد في مدريد. احتلت سانشيز المرتبة التاسعة على قائمة الحزب في الانتخابات العامة لعام 2016 ولم تتم إعادة انتخابها منذ أن فاز الحزب بثمانية مقاعد فقط، لكنها انتخبت مرة أخرى في البرلمان الإسباني في عام 2019.